# Aviastroitel AC-4
Dimensions
L'Aviastroitel AC-4 est un planeur de compétition monoplace russe de la classe mondiale.

## Origine
En 1992 Vladimir Fedorov développa pour un concours organisé par la FAI en vue de créer une nouvelle classe de planeurs un monoplace baptisé Russia. Les épreuves se déroulèrent en 1993 à Oerlinhausen, en Allemagne. Deux versions de l'appareil furent présentées:
- Russia I (ou Russia-1), envergure 11 m
- Russia II (ou Russia-2), envergure 12,6 m

La participation russe fut classée seconde derrière le PW-5 polonais, mais, impressionnés à la fois par la simplicité de construction et les performances de l’appareil, la délégation américaine présente à Oerlinhausen acheta la Russia-2 et passa commande de deux exemplaires supplémentaires. 

## Les versions
- AC-4A : Planeur monoplan monoplace à aile médiane cantilever en flèche inversée et train monotrace à roulette arrière. Mechta Sailplanes, LLC fut constituée en 1994 aux États-Unis pour commercialiser la version de série du Russia-2, dont les 18 premiers exemplaires furent livrés aux États-Unis.
- AC-4B : Évolution du Russia apparu en 1996, une roulette avant s’ajoutant aux deux précédentes. Appareil de perfectionnement.
- AC-4C : Nouveau modèle sorti en 1997, train escamotable. Proposé également en kit.
- AC-4D : Projet, 13 m d’envergure et fuselage du AC-4C.
- AC-4M : Version motoplaneur, présenté à Knoxville, États-Unis, en mars 1998 avec un McCulloch MC-101B2 deux temps de 12 ch. Cet appareil est aujourd’hui proposé en kit.